# Rock the Rebel/Metal the Devil
Albums de Volbeat
The Strength/The Sound/The Songs
(2005) Guitar Gangsters and Cadillac Blood
(2008)
Singles
1. Sad Man's Tongue
2. The Garden's Tale
3. Radio Girl

Rock the Rebel/Metal the Devil est le deuxième album du groupe danois de heavy metal Volbeat, publié le 26 février 2007.
Trois singles sont extraits de l'album : Sad Man's Tongue, The Garden's Tale et Radio Girl. Il se classe 1er au Danemark où il est disque de platine, 76e en Allemagne et 54e en Autriche. Au début de l'année 2008, Rock The Rebel/Metal The Devil est élu album de l'année au Metal Hammer en Allemagne et en Italie.

## Liste des chansons
Toute la musique est composée par Poulsen, Larsen, Kjølholm & Gottschalk.
| No  | Titre                                                      | Durée |
| --- | ---------------------------------------------------------- | ----- |
| 1.  | The Human Instrument                                       | 4:29  |
| 2.  | Mr. & Mrs. Ness                                            | 3:47  |
| 3.  | The Garden's Tale (avec Johan Olsen de Magtens Korridorer) | 4:51  |
| 4.  | Devil or the Blue Cat's Song                               | 3:15  |
| 5.  | Sad Man's Tongue                                           | 3:05  |
| 6.  | River Queen                                                | 3:41  |
| 7.  | Radio Girl                                                 | 3:45  |
| 8.  | A Moment Forever                                           | 3:42  |
| 9.  | Soulweeper #2                                              | 4:02  |
| 10. | You or Them                                                | 4:11  |
| 11. | Boa (JDM)                                                  | 3:45  |

## Charts
| Chart (2007) | Position |
| ------------ | -------- |
| Danemark     | 1        |
| Allemagne    | 76       |
| Autriche     | 54       |